# Armjansk
Armjansk (in russo Армянск?) è una città della Crimea. Nel 2012 la sua popolazione risultava essere di 22.468 abitanti, ed i residenti in lenta crescita demografica, s'elevavano a 22.711 nel 2013.

## Toponomastica
La cittadina è chiamata Armjansk (Армянск) in russo ed Armjans'k (Армянськ) in ucraino, « Արմյանսկ » in armeno ed Ermeni Bazar in tartaro di Crimea.
Il primo nome ufficiale della città nel 1736, fu quello di Ermeni Bazar, e si chiamò così fino al 1921, che in tataro crimeano: sta per "mercato armeno".

## Geografia fisica

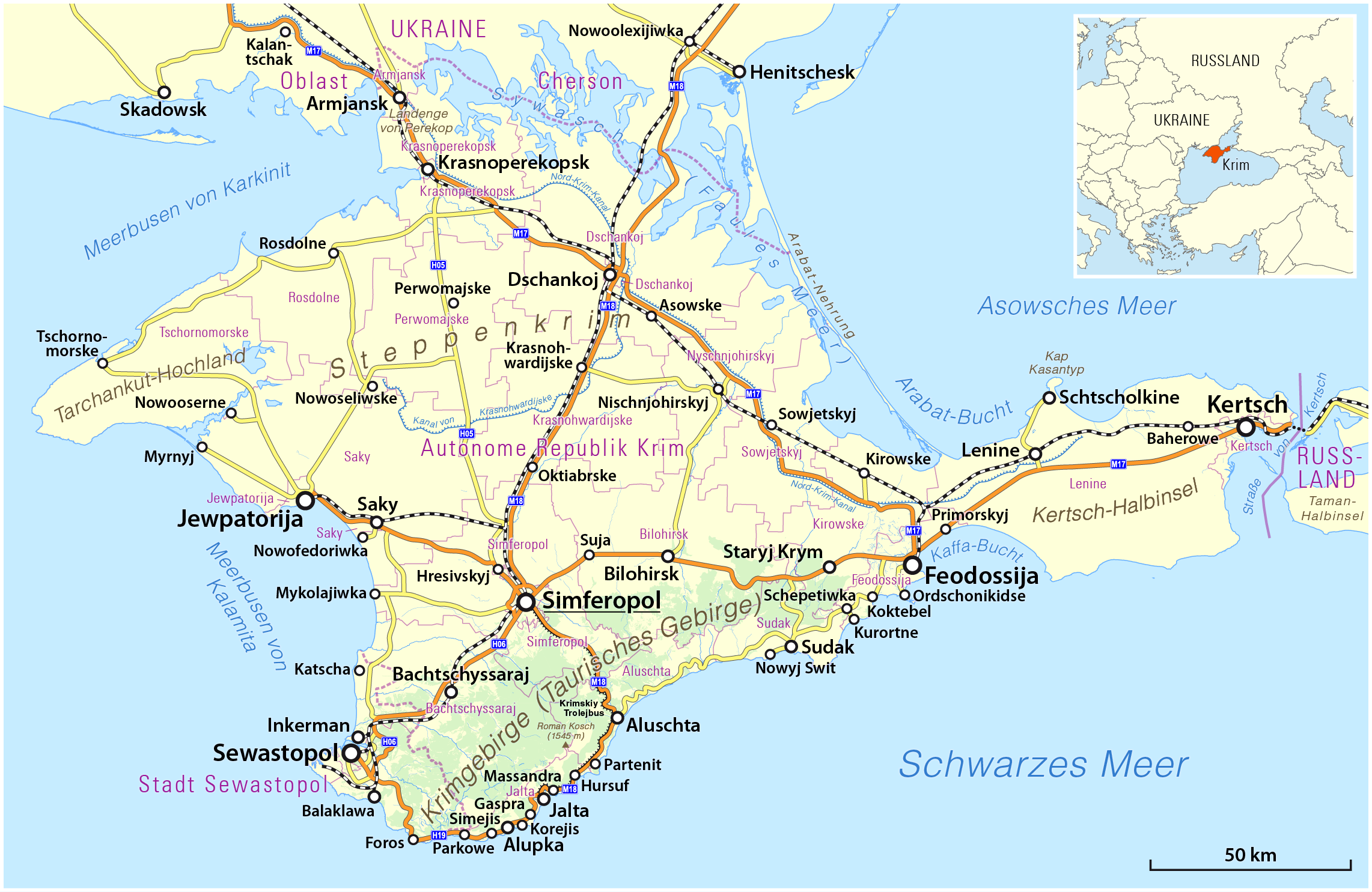
Mappa di Crimea, con la città d'Armjansk e la baia di Karkinit a nord ovest, nell'istmo di Perekop

La città di Armjansk è sita nell'estrema parte settentrionale della Penisola di Crimea, più esattamente sull'istmo di Perekop, a 133 km a nord di Sinferopoli; dà sul golfo di "Karkinit" e confina a nord con la provincia di Cherson nell'Ucraina continentale meridionale, attraverso il villaggio di Perekop.
A nord della città corre il canale della Crimea settentrionale, che approvvigiona d'acqua la penisola a partire dal Nipro, il fiume Dniepr, il quale passa appunto ad Armjansk.

## Amministrazione
La municipalità di Armjansk annovera anche le frazioni di "Voloṡine" (Волошине) nel villaggio di "Perekop" (Перекоп) e di "Suvorove" (Суворове) nel territorio vero e proprio di Armjansk.
Nel marzo 2014 il territorio viene coinvolto nella Crisi della Crimea e risulta in atto conteso de jure tra l'Ucraina e la Federazione Russa, e posseduto de facto dalla Russia.

## Storia
Armjansk è stata fondata all'inizio del XVIII secolo da Armeni e Greci, che erano venuti dalla vicina città di Perekop, esattamente da Or Qapı, oggi un villaggio della moderna Perekop.
Ma Perekop fu poco a poco abbandonata dai suoi abitanti, i quali fondarono Armjansk.
La fortezza con le sue porte chiuse simboleggia la posizione strategica della città sull'istmo di Perekop. La fortezza di Perekop era infatti detta così la «chiave» della Crimea.
Adottato il 14 agosto 2008, lo stemma della città di Armjansk riprende quello di Perekop, che risale al 1844.

## Società

### Evoluzione demografica
Censimenti (*) o estimazioni della popolazione:
Evoluzione demografica:
La città di Armians'k che oggi conta quasi 23.000 abitanti, è cresciuta rapidamente d'intensità demografica nel corso del XX secolo, ed infatti i residenti erano:
nel 1923* = 2.306;
nel 1926* = 2.666;
nel 1939* = 3.975;
nel 1970* = 8.532;
nel 1979* = 20.650;
nel 1989* = 24.833; 
(ultimo censimento sovietico)
nel 2001* = 24508;
nel 2009 = 22.800;
nel 2010 = 22.711;
nel 2011 = 22.592;
nel 2012 = 22.468;
nel 2013 = 22.711.

### Nazionalità
Secondo i dati demografici del censimento del 2001, la popolazione era suddivisa 
nel modo seguente fra le varie etnie:
| Nazionalità       | Numero abitanti | Dato percentuale |
| Russi             | 14 969          | 55,7             |
| Ucraini           | 9 722           | 36,2             |
| Tartari di Crimea | 949             | 3,5              |
| Bielorussi        | 299             | 1,1              |
| Armeni            | 94              | 0,3              |
| Tatari            | 87              | 0,3              |
| Moldavi           | 85              | 0,3              |
| Azeri             | 82              | 0,3              |

Segue la tabella dei mutamenti percentuali delle varie nazionalità od etnie, osservati dal 1926 al 2001:
|                  | Censimento del 1926 | Censimento del 2001 |
| ---------------- | ------------------- | ------------------- |
| Russi            | 23,0 %              | 55,7 %              |
| Ucraini          | 43,4 %              | 36,2 %              |
| Ebrei            | 5,9 %               | —                   |
| Tatari di Crimea | 21,4 %              | 3,5 %               |
| Tedeschi         | 0,5 %               | —                   |
| Greci            | 0,2                 | —                   |
| Bielorussi       | —                   | 1,1 %               |
| Moldavi          | —                   | 0,3 %               |

## Comunicazioni

### Strade
Di recente ed in relazione alla Crisi di Crimea è stato creato il 2 marzo 2014 un posto di blocco ad Armjansk.
 Strada nazionale ucraina «Magistrale 17», che corrisponde anche a  «Strada Europea E97».

### Ferrovie
Nella città è presente la Stazione di Armjansk, capolinea della linea ferroviaria per Feodosia.

## Galleria d'immagini

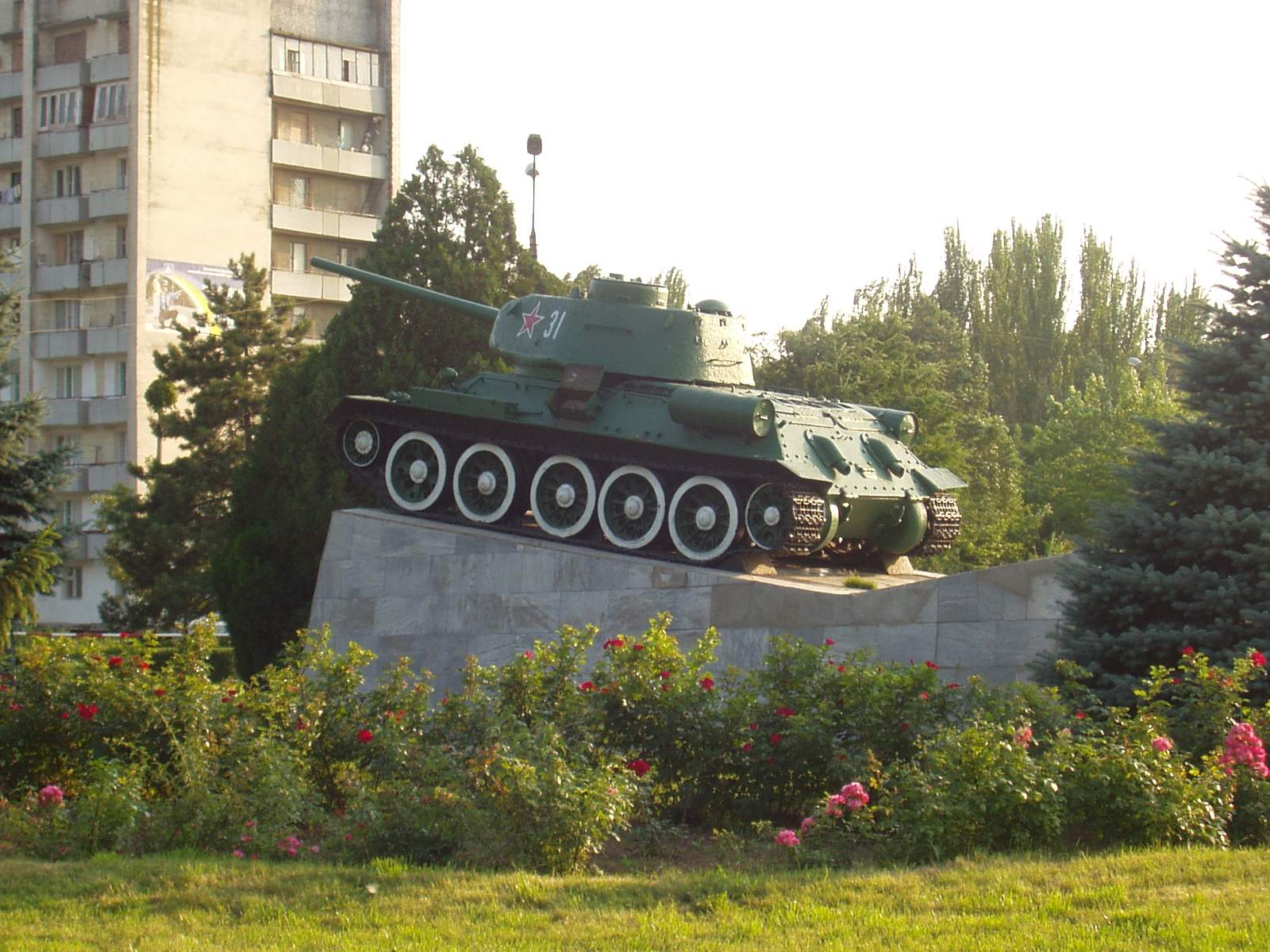
Monumento al Carro armato sovietico T-34 in città, che commemora la liberazione della Crimea dall'occupazione nazista.